# Pterolophia mediochracea
Pterolophia mediochracea là một loài bọ cánh cứng trong họ Cerambycidae.